# 2019年日本東京汽車襲擊
2019年日本東京汽車襲擊為發生於2019年1月1日的一宗車輛衝撞攻擊，一輛車故意衝上行人路並撞向慶祝日本新年的民眾，事件造成8人受傷，另外一人亦被司機弄傷。

## 過程
襲擊發生在踏入2019年後不久的凌晨時分，一輛車在東京澀谷區原宿竹下通撞向人群。襲擊發生處鄰近日本其中一間最大的神社－明治神宫。當時竹下通因慶祝倒數活動而已封路。
肇事車輛為一架持大阪車牌的出租迷你車，當時疑兇在單行道逆線而行，駕駛140米後撞倒8人。事後疑犯逃離現場，但30分鐘後被警方在附近的公園抓獲。當局亦發現車內有30公升的煤油。疑犯供稱計劃用煤油燒毀車輛，但最終沒有成事。

## 疑犯
21歲日本男子日下部和博被警方以意圖謀殺為由拘捕。媒體報導男子承認因「報復死刑制度」和「報復奧姆真理教成員伏法」而施襲。
警方向媒體表示正調查日下部和博與奧姆真理教的關係。

## 受害者
兇徒駕駛的車輛撞倒8名介於19至51歲的男士，一名19歲男子的情況一度危殆。另外第九名傷者則被兇手在下車時刺傷，僅受輕傷。